# 藤井隆のオールナイトニッポン
『藤井隆のオールナイトニッポン』（ふじいたかしのオールナイトニッポン）は、ニッポン放送ほかNRN各局で以前放送されていたラジオ番組。パーソナリティーである、吉本興業のお笑いタレント・藤井隆の冠番組でもあった。
また、LF+R時代では、藤井本人が担当する番組のみ冒頭で、LF+Rのサウンドロゴも歌っていた。

## 藤井隆のミレニアムインパクト
- 1999年10月〜2001年9月、月曜com（ココリコの-.com→RIZEの-.com）に内包（いわゆる箱番組）して放送された。放送は、月曜日深夜2:30〜2:52頃。

## 藤井隆の@llnightnippon.com
- 2001年10月〜2002年3月、月曜comで放送された。放送は、25:00〜26:00。

## 藤井隆の@llnightnippon.com Saturday Countdown
- 2002年4月〜10月、土曜comで放送された。内容は、HMVとタワーレコードの協力のヒットチャートを下に作られた@llnightnippon.comオリジナルチャート（末期はこのチャートの発表はなくなった）と藤井本人が曲を聞いて気にいった曲をリストとして藤井本人が挙げているタカシックスチャートを発表していた。後半には、ライセンスも出演していた。また放送していた当時は、FIFA WORLD CUP 2002 KOREA JAPANが開催された時期でもあり、サッカー関連のコーナーとして「勝利へのライセンス」と言うコーナーを設けていた。放送時間は25:00〜27:00、放送曜日は土曜日だった。なお、藤井が「タカシックスRADIOSHOW」（関東ローカル）に異動のため、藤井のオールナイトは半年間お休みすることになった。

### 主なコーナー
- ロード〜第15章〜
- 付け足し

## 藤井隆のオールナイトニッポンR アイドル総合研究所
- 2003年4月〜9月、木曜Rで放送された。冒頭では、「今週の聖子」と題して、藤井本人が、松田聖子の大ファンだったことから、往年の松田聖子のナンバーを、ノーインスト（歌入り）で歌を披露していた。放送は、木曜日深夜3:00〜4:30（ステブレがあるので実際の終了は4:28頃）。ネット局は、-.com時代の36局から、ニッポン放送・STVラジオ・茨城放送・栃木放送・KBS京都・南海放送・西日本放送・高知放送・KBCラジオの9局に減ってしまった。また、放送していた当時では、この番組の前にナインティナインがパーソナリティーの「ナインティナインのオールナイトニッポン」が放送されていたので、流れでこの番組も聴いていた吉本ファンでもあるリスナーも少なくなかったようである。しかし、「オールナイトニッポンエバーグリーン」のスタートにより、半年で打ち切り。これを機に、藤井のオールナイトは完全に幕を下ろした。